# Kondathimmanahalli, Mulbagal
Kondathimmanahalli là một làng thuộc tehsil Mulbagal, huyện Kolar, bang Karnataka, Ấn Độ.